# Kirgizistan i olympiska vinterspelen 1998
Kirgizistan deltog med en deltagare vid de olympiska vinterspelen 1998 i Nagano. Landets deltagare erövrade ingen medalj.

## Skidskytte
- Aleksandr Tropnikov